# 刘崇佑
劉崇佑（1877年—1942年），字厚誠，號菘生，福建福州府侯官縣人，清朝及中華民國政治人物、律師。

## 生平
劉崇佑來自福州龍山劉氏家族，祖父劉齊銜，父劉學恂，劉崇佑為劉學恂長子，有弟劉崇傑等。
清朝光緒十九年（1893年）癸巳恩科福建鄉試舉人。後來他留學日本學習法律，畢業於明治法政學堂，被人稱作“雙榜舉人”。光緒三十四年（1908年），任福建諮議局副議長，傾向民主革命。宣統三年（1911年）二月，他和林長民創辦了私立福建法政專門學校，並任董事長。該校是中國當時最大的三所私立法政學校之一。
辛亥革命後，他當選北京臨時參議院議員、民元國會眾議院議員。1916年他曾和湯化龍等人創立憲法案研究會。後來，他在曹錕賄選前辭職，退出政界，專任律師。他還曾經兼任《晨報》和中國銀行總行法律顧問。他和梁啟超、李大釗、沈鈞儒、陳叔通、鄒韜奮等人來往密切。在1919年五四運動中，他作為律師為北京大學學生出庭辯護，獲學生贈與大銀杯。1920年一·二九慘案中，天津南開大學學生周恩來、郭隆真、張若名、於方舟等4人被捕，劉崇佑受天津學生聯合會的委託為他們進行辯護，使四人以羈押和罰款而被釋放。天津學生聯合會為此向劉崇佑致贈景泰藍大花瓶。周恩來、郭隆真、張若名等人準備留法勤工儉學時，劉崇佑資助他們，使他們得以成行。後來劉崇佑還在他們留學期間提供部分生活費。
抗日战争爆发前夕，沈钧儒、邹韬奋等救国会七君子因抗日而遭到国民党当局逮捕，囚禁于苏州监狱。劉崇佑毅然参加律师团，任首席辩护人，出庭辩护。
1942年，劉崇佑病逝。
周恩來聽說他病逝，讚道：“劉崇佑先生是中國一位有正義感的大律師。”1949年中國人民解放軍佔領上海後，周恩來曾經托上海市市長陳毅關照劉崇佑的夫人和親屬。